# Handelshøyskolen BI
Handelshøyskolen BI, eller BI Norwegian Business School, är en utbildningsinstitution i Oslo i Norge, Den var till 2005 förlagd till Sandvika utanför Oslo. 
Skolan valdes 2007 till Norges bästa handelshögskola före Norges Handelshøyskole i Bergen[källa behövs].

## Tidigare student berömd
- Geir Karlsen, VD Norwegian Air Shuttle
- Petter Stordalen,  norsk investerare, hotellmagnat, fastighetsutvecklare och filantrop

## Fotogalleri

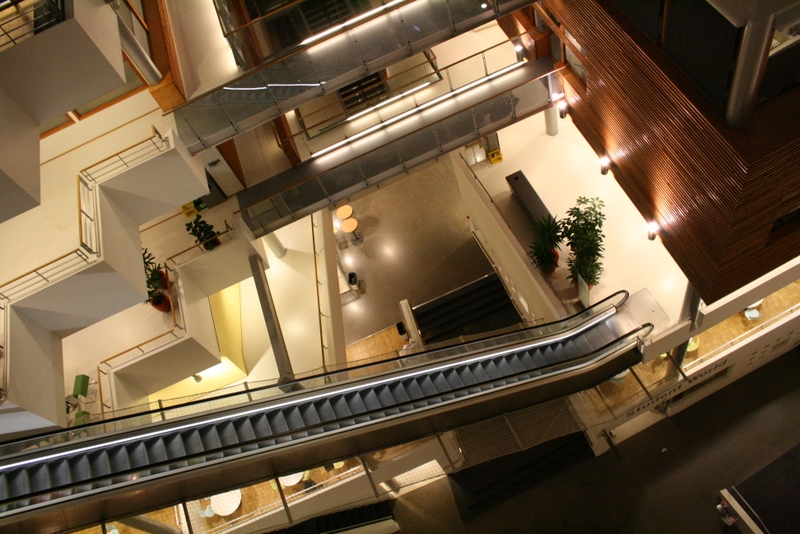
Campus Nydalen
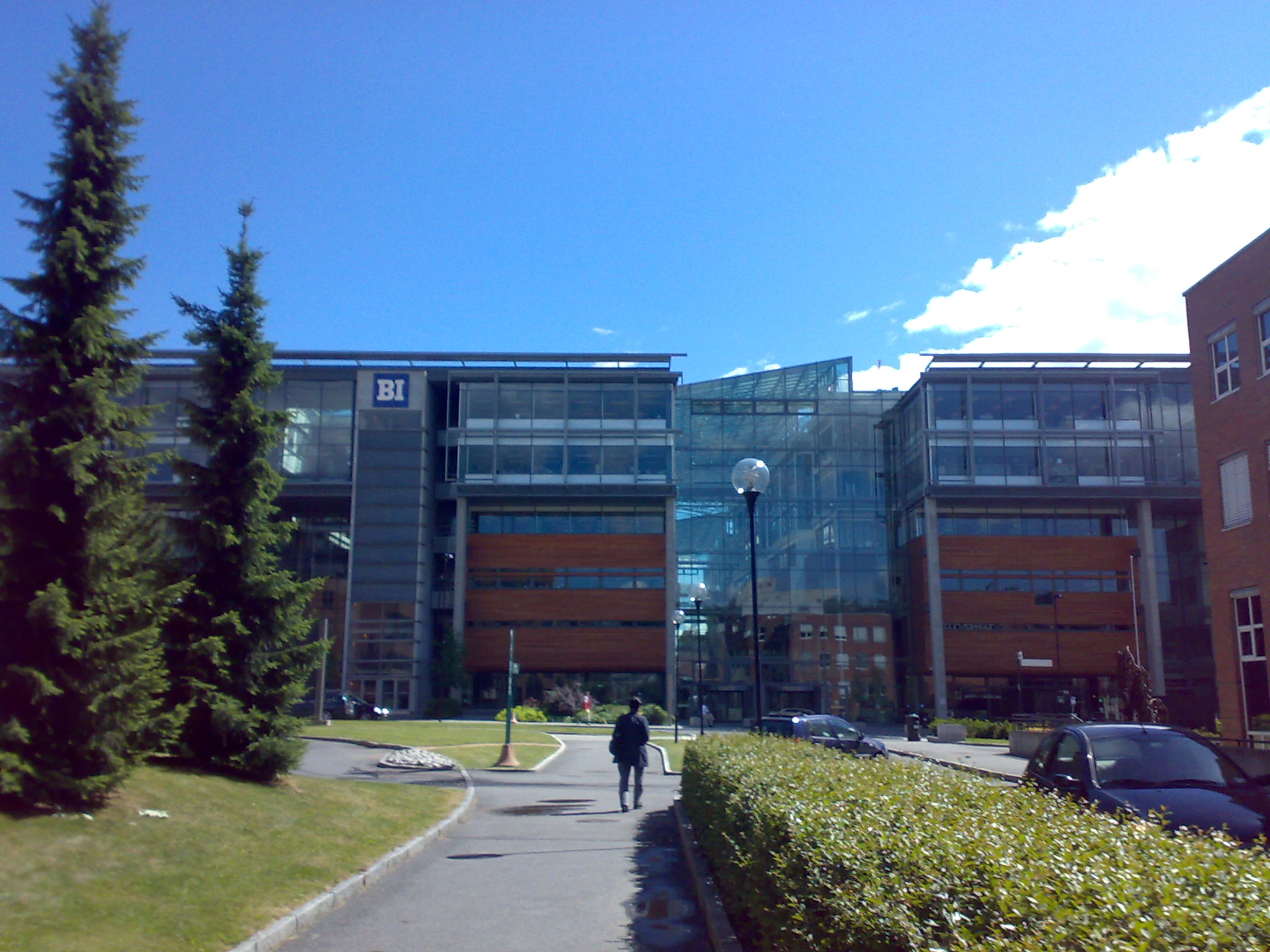
Handelshøyskolen BI:s nya campus i Nydalen i Oslo